# 魏詠之
魏詠之（約375—405年），字长道，东晋末任城人。早年常在南徐州的京口活動，因此結識家在京口的北府兵將領劉裕。404年（東晉元興三年）參與劉裕、劉毅、何無忌等人的反楚復晉計畫，成功後升級為復晉功臣兼北府大將。405年（元興四年）先後轉任吳國內史、荊州刺史，同年卒。

## 生平
魏詠之家世貧素，以耕種維生，但好學不倦。他一出生就有兔唇，十八歲時聽說荊州刺史殷仲堪帳下有個會治療兔唇的名醫，而且殷仲堪本人就是當代首屈一指的名醫，因此計畫找殷仲堪求醫。家人認為家產清貧，難以籌措千里之遙的旅費，魏詠之激動地說：「長相如此殘缺醜陋，我還需要活下去嗎？」終於籌到數斛米作旅途糧食，西上投靠殷仲堪。
到荊州江陵之後，主動到官舍求見殷仲堪。殷仲堪和他談過之後，嘉賞他的壯志意氣，收留他為賓客，並且命醫生幫他治療。醫生診斷之後說：「治療方法是把兔唇割開再修補，但必須在百日內只喝粥水，而且絕不能張口微笑和說話，否則前功盡棄，你考慮看看。」魏詠之回答說：「就算是半輩子不講話就能治好，我還有半輩子可以說話，何須計較這區區百日的閉口呢？」殷仲堪於是把他安置在遠離人群的小房間，命令醫生仔細地治療安護。魏詠之於是在手術後閉口百日，只喝稀粥，展現出超乎常人的厲志果決。成功治療好兔唇之後，殷仲堪給予充足的旅費，讓他回家。
之後魏詠之起家州主簿，400年代初造訪當權的桓玄，請求遷官。桓玄認為他的精氣神意不夠俊秀，等魏詠之離開後，有點輕視地對旁人說：「魏詠之這人庸神而宅偉幹，不可能成為大器」，於是把他調走並且不准遷官。他很早就跟北府兵將劉裕結識友好，等到403年桓玄篡位、建國桓楚之後，他就積極協助劉裕的反楚義舉。404年桓玄敗死後，他當上建威將軍、豫州刺史。義熙元年（405年），他進號征虜將軍、吳國內史，接著轉任荊州刺史、持節、都督六州，領南蠻校尉。
魏詠之身為布衣之時，不以貧賤爲恥；等到他高居顯位後，也不以富貴驕人。他初始爲殷仲堪賓客，後來竟然繼承他荊州刺史之位，談論此事的人都稱讚不已。他不久病卒於刺史任上。
當權的北府將劉裕、劉毅等哀痛於魏詠之的死亡，讓晉安帝下诏說：「魏詠之器宇弘劭，識局貞隱，同獎之誠，實銘王府；敷績之效，垂惠在人。奄致隕喪，恻怆于心。可贈太常，加散騎常侍。”後來又加賞他贊義之功，追封江陵縣公，食邑二千五百戶，谥曰桓。
他的弟弟魏順之靠著功臣之兄的庇托，官居琅邪內史，卻在410年（義熙六年）盧循之亂時，因不敢救援部下謝寶，臨敵而退，被劉裕大怒處斬，「於是功臣震懾，莫敢不用命」。

## 延伸阅读
[在维基数据编辑]
 《晉書·卷085》，出自房玄齡《晉書》